# Lisa Appignanesi

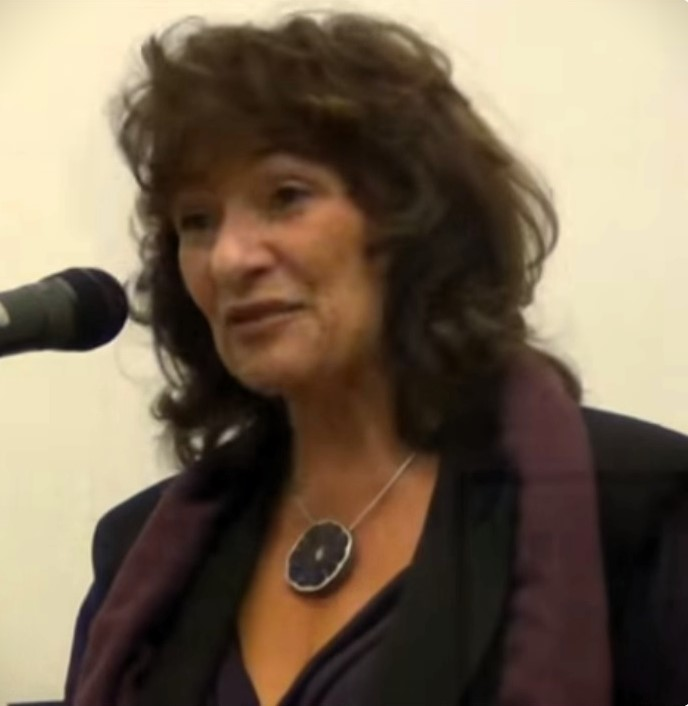
Lisa Appignanesi

Lisa Appignanesi, OBE (geboren als Elżbieta Borensztejn 4. Januar 1946 in Łódź, Polen) ist eine kanadisch-britische Autorin.

## Leben
Elżbieta Borensztejns Eltern waren Holocaust-Überlebende, die nach Frankreich und von dort nach Kanada emigrierten. Sie studierte an der McGill University in Montreal. Nach ihrem Master-Examen schloss sie 1974 ihr Studium in Vergleichender Literaturwissenschaft mit der Dissertation Proust, Musil and Henry James: Femininity and the Creative Imagination  an der University of Sussex ab. Sie blieb in England an der University of Essex, schrieb literaturwissenschaftliche Einführungen für Studienanfänger und veröffentlichte 1975 eine Studie über das Kabarett. 1980 ging sie für zehn Jahre als stellvertretende Direktorin an das Institute of Contemporary Arts (ICA) in London. Beim ICA produzierte sie unter anderem 1988 für Channel Four eine Sendung über Henry Moore.
1991 veröffentlichte sie ihren ersten Roman Memory and Desire. Sie schrieb auch Kriminalromane. Eine Studie über Sigmund Freud erarbeitete sie zusammen mit John Forrester im Jahr 1992.
Appignanesi produzierte Serien im Kulturprogramm des Radios und des Fernsehens. Sie hat an zwei Filmen über Salman Rushdie für das französische Fernsehen mitgearbeitet, produzierte Sendungen bei BBC Radio 3 und BBC Radio 4 und kommentierte in Newsnight. Beiträge von ihr wurden in den englischen Tageszeitungen The Guardian, The Observer, The Independent und The Daily Telegraph gedruckt.
Seit 2004 engagierte sie sich im Vorstand des englischen P.E.N.-Zentrums, von 2008 bis 2010 als dessen Vorsitzende, und versuchte, Bestrebungen des englischen Parlaments zur Einschränkung der Meinungsfreiheit zu verhindern.
1987 wurde sie als Chevalier des Ordre des Arts et des Lettres geehrt und Anfang 2013 wurde sie zum Officer of the Order of the British Empire (OBE) ernannt.
Nach ihrer Ehe mit dem Autor Richard Appignanesi lebte sie mit dem Historiker John Forrester (1949–2015) zusammen. Sie hat eine Tochter, Katrina Forrester, und einen Sohn, Josh Appignanesi, der 2005 mit der Filmregie von Song of Songs debütierte.

## Schriften (Auswahl)
- Hrsg. mit Rachel Holmes, Susie Orbach: Fifty Shades of Feminism. Virago, London 2013
- Paris Requiem. Übersetzung Wolfgang Thon. Rütten & Loening, Berlin 2004
- In der Stille des Winters. Roman. Übersetzung Wolf-Dietrich Müller. Aufbau, Berlin 2000
- Die andere Frau. Aufbau, Berlin 2001
- Kalt ist die See. Aufbau, Berlin 2002
- mit John Forrester: Freud's women. Virago Press, London, 1993
  - Die Frauen Sigmund Freuds. Übersetzung Brigitte Rapp, Uta Szyszkowitz. List, München 1994
- Simone de Beauvoir. Eine Frau, die die Welt veränderte. Übersetzung Sonja Hauser. Heyne, München 1989
  - Simone De Beauvoir. Haus Publishing, London 2005, ISBN 1-904950-09-4 (englisch, eingeschränkte Vorschau in der Google-Buchsuche).
- The Cabaret. Studio Vista, London 1975
  - Das Kabarett. Vorwort Werner Finck. Übersetzung Gerd Betz. Belser, Stuttgart 1976
- Femininity and the creative imagination. Vision Press, London 1973